# Tour de France 2019/6. Etappe
Die 6. Etappe der Tour de France 2019 fand am 11. Juli 2019 statt. Die 160,5 Kilometer lange Berg-Etappe führte von Mülhausen zum Planche des Belles Filles. Mit sieben Anstiegen, davon drei der 1. Kategorie, gehörte diese Etappe in den Vogesen zu den schweren dieser Tour – die Fahrer mussten etwa 4000 Höhenmeter überwinden. Die Landschaft ist von den Seen des Plateau des Mille Étangs (Ebene der tausend Seen) geprägt, das nach Nordosten leicht ansteigt. Der Neuseeländer Patrick Bevin (CCC Team) trat aufgrund zweier Rippenbrüche, die er sich bei einem Sturz in der 4. Etappe zugezogen hatte, nicht mehr an (der erste Fahrer, der 2019 ausgeschieden ist). Der Etappenstart war um 13:05 Uhr am Palais des Sports nahe dem Stade de l’Ill, der scharfe Start erfolgte um 13:24 Uhr in Richwiller.

## Rennverlauf
Zu Beginn der Etappe setzte sich eine 14-köpfige Spitzengruppe vom Hauptfeld ab: Benoît Cosnefroy, Dylan Teuns, Serge Pauwels, Julien Bernard, Giulio Ciccone, Nikias Arndt, Natnael Berhane, Thomas De Gendt, Tim Wellens, Fabien Grellier, Nils Politt, Xandro Meurisse, Andrea Pasqualon und André Greipel. Die Spitzengruppe erarbeitete sich rasch einen großen Vorsprung, 136 Kilometer vor dem Ziel betrug der Abstand zum Hauptfeld bereits bei über 5:30 Minuten. Auf dem Weg zum Ballon d’Alsace betrug der Vorsprung über 8 Minuten – beim Anstieg verlor Greipel den Anschluss an die Spitzengruppe. Das Peloton wurde bis dahin weitestgehend von Deceuninck-Quick-Step angeführt. Im weiteren Verlauf der Etappe übernahmen die Teams Bahrain-Merida, Bora-hansgrohe sowie Movistar Team die Nachführarbeit, die Lücke wurde unter der Führung der großen Teams kleiner.
De Gendt versuchte beim Anstieg zum Col des Croix einen Soloangriff, wurde allerdings auf dem Weg zum Col des Chevrères von vier Verfolgern wieder eingeholt – De Gendt konnte das Tempo nicht mehr mithalten und fiel zurück. Die Etappe wurde von nun an von Wellens, Meurisse, Teuns und Ciccone geführt. Beim Angriff an den Schlussanstieg hatte die nun vierköpfige Spitzengruppe einen Vorsprung von ca. 4 Minuten, sie hielten ihre Siegchancen aufrecht. Etwa 5 Kilometer vor dem Ziel hatten Wellens und Meurisse den Anschluss verloren, der Etappensieg entschied sich zwischen Teuns und Ciccone. Währenddessen versuchten im Peloton Warren Barguil, Mikel Landa, David Gaudu und Thibaut Pinot mit einer Attacke, was allerdings missglückte, sie wurden wieder gestellt.
Am Flamme rouge lag der Vorsprung von Teuns und Ciccone zu den Verfolgen bei über 2 Minuten. Beim letzten Kilometer – eine befestigte Schotterpiste mit 24 % Anstieg – konnte Teuns den Sieg für sich entscheiden. 100 Meter vor dem Ziel hatte Ciccone keine Kraft mehr in den Beinen und überließ Teuns den Tagessieg. Dritter wurde Meurisse (+ 1:05 Minuten). Als die Verfolgergruppe die Flamme rouge erreichte, attackierte Julian Alaphilippe. An seinem Hinterrad gesellten sich Geraint Thomas und Pinot. Thomas erreichte durch einen kraftvollen Schlusssprint den vierten Platz (+ 1:44 Minuten), Pinot wurde Fünfter (+ 1:46 Minuten) und Alaphilippe Sechster (+ 1:46 Minuten). Alaphilippe verlor das Gelbe Trikot, neuer Träger des Gelben Trikot wurde Giulio Ciccone – dank der erzielten Zeitboni. Ciccone wurde neuer Führender der Nachwuchswertung. Mit einem Zeitabstand zwischen 1:51 Minuten und 2:02 Minuten überquerten die Hauptfavoriten Nairo Quintana, Jakob Fuglsang, Mikel Landa, Emanuel Buchmann, Richie Porte, Egan Bernal, Adam Yates, Daniel Martin sowie Rigoberto Urán die Ziellinie. Tim Wellens wurde zum kämpferischsten Fahrer der Etappe gekürt. Trek-Segafredo übernahm die Führung der Mannschaftswertung. Während der Etappenfahrt musste der Franzose Nicolas Edet die Tour wegen Krankheit aufgeben. Zum Zeitpunkt seines Ausstiegs lag er bereits 20 Minuten hinter dem Peloton.

## Zeitbonus
| Zeitbonus am Col des Chevrères | Zeitbonus am Col des Chevrères |
| Fahrer                         | Zeitbonus                      |
| ------------------------------ | ------------------------------ |
| Giulio Ciccone (TFS)           | 8 Sekunden                     |
| Dylan Teuns (TBM)              | 5 Sekunden                     |
| Tim Wellens (LTS)              | 2 Sekunden                     |

| Zeitbonus am Etappenziel | Zeitbonus am Etappenziel |
| Fahrer                   | Zeitbonus                |
| ------------------------ | ------------------------ |
| Dylan Teuns (TBM)        | 10 Sekunden              |
| Giulio Ciccone (TFS)     | 6 Sekunden               |
| Xandro Meurisse (WGG)    | 4 Sekunden               |

## Bergwertungen
| Le Markstein Kategorie 1 nach 43,5 km auf 1183 m 10,8 km bei 5,4 % |            |                       |         |
| 1.                                                                 | Belgien    | Tim Wellens (LTS)     | 10 Pkt. |
| 2.                                                                 | Italien    | Giulio Ciccone (TFS)  | 8 Pkt.  |
| 3.                                                                 | Belgien    | Xandro Meurisse (WGG) | 6 Pkt.  |
| 4.                                                                 | Eritrea    | Natnael Berhane (COF) | 4 Pkt.  |
| 5.                                                                 | Frankreich | Julien Bernard (TFS)  | 2 Pkt.  |
| 6.                                                                 | Belgien    | Thomas De Gendt (LTS) | 1 Pkt.  |

| Grand Ballon Kategorie 3 nach 50,5 km auf 1336 m 1,3 km bei 9,0 % |         |                       |        |
| 1.                                                                | Belgien | Thomas De Gendt (LTS) | 2 Pkt. |
| 2.                                                                | Italien | Giulio Ciccone (TFS)  | 1 Pkt. |

| Col du Hundsruck Kategorie 2 nach 74 km auf 748 m 5,3 km bei 6,9 % |         |                       |        |
| 1.                                                                 | Eritrea | Natnael Berhane (COF) | 5 Pkt. |
| 2.                                                                 | Belgien | Tim Wellens (LTS)     | 3 Pkt. |
| 3.                                                                 | Italien | Giulio Ciccone (TFS)  | 2 Pkt. |
| 4.                                                                 | Belgien | Thomas De Gendt (LTS) | 1 Pkt. |

| Ballon d’Alsace Kategorie 1 nach 105 km auf 1173 m 11,0 km bei 5,8 % |         |                       |         |
| 1.                                                                   | Belgien | Tim Wellens (LTS)     | 10 Pkt. |
| 2.                                                                   | Belgien | Xandro Meurisse (WGG) | 8 Pkt.  |
| 3.                                                                   | Italien | Giulio Ciccone (TFS)  | 6 Pkt.  |
| 4.                                                                   | Eritrea | Natnael Berhane (COF) | 4 Pkt.  |
| 5.                                                                   | Belgien | Thomas De Gendt (TFS) | 2 Pkt.  |
| 6.                                                                   | Belgien | Serge Pauwels (CCC)   | 1 Pkt.  |

| Col des Croix Kategorie 3 nach 123,5 km auf 678 m 3,3 km bei 6,1 % |         |                       |        |
| 1.                                                                 | Belgien | Thomas De Gendt (LTS) | 2 Pkt. |
| 2.                                                                 | Belgien | Tim Wellens (LTS)     | 1 Pkt. |

| Col des Chevrères Kategorie 2 nach 141,5 km auf 914 m 3,5 km bei 9,5 % |         |                       |        |
| 1.                                                                     | Italien | Giulio Ciccone (TFS)  | 5 Pkt. |
| 2.                                                                     | Belgien | Dylan Teuns (TBM)     | 3 Pkt. |
| 3.                                                                     | Belgien | Tim Wellens (LTS)     | 2 Pkt. |
| 4.                                                                     | Belgien | Xandro Meurisse (WGG) | 1 Pkt. |

| La Planche des Belles Filles Kategorie 1 nach 160,5 km auf 1140 m 7,0 km bei 8,7 % |                        |                          |         |
| 1.                                                                                 | Belgien                | Dylan Teuns (TBM)        | 10 Pkt. |
| 2.                                                                                 | Italien                | Giulio Ciccone (TFS)     | 8 Pkt.  |
| 3.                                                                                 | Belgien                | Xandro Meurisse (WGG)    | 6 Pkt.  |
| 4.                                                                                 | Vereinigtes Konigreich | Geraint Thomas (INS)     | 4 Pkt.  |
| 5.                                                                                 | Frankreich             | Thibaut Pinot (GFC)      | 2 Pkt.  |
| 6.                                                                                 | Frankreich             | Julian Alaphilippe (DQT) | 1 Pkt.  |

## Aufgaben
- Patrick Bevin (CCC): Nicht zur Etappe angetreten
- Nicolas Edet (COF): Aufgabe während der Etappe